# 1922 w nauce

## Nauki przyrodnicze i ścisłe

### Fizyka
- Doświadczenie Sterna-Gerlacha potwierdziło istnienie kwantyzacji momentu pędu.

### Matematyka
- sformułowanie lematu Kuratowskiego-Zorna

## Nagrody Nobla
- Fizyka – Niels Bohr
- Chemia – Francis William Aston
- Medycyna – Archibald Vivian Hill i Otto Fritz Meyerhof